# 1 أكتوبر (فلم)
1 أكتوبر هو فيلم إثارة نفسية وغموض نيجيري صدر سنة 2014، وهُو من كتابة توندي بابالولا ومن إنتاج وإخراج كونلي أفولايان. الفيلم من بطولة صادق دابا، وكايودي أولايا، ودايفيد بايليي، وكيهيندي بانكولي، وكانايو أو كانايو، وفابيان أدويي لوجيدي، ونيك ريس، وكونل أفولايان ، وفيمي أديبايو، وبيمبو مانويل، وإبراهيم شاتا، وديمولا أديدويين. مع ظهور خاص للمُمثل ديولا ساغيو.تدور أحداث الفيلم خلال زمن المستعمرة النيجيرية، ويتحدث عن قصة دانلادي وزيري (صادق دابا)، وهُو ضابط شرطة من شمال نيجيريا أُرسل إلى بلدة نائية في أكوت في غرب نيجيريا للتحقيق في قضايا قتل الإناث المُتكررة في المنطقة، وقد حُل لُغز القضية قبل رفع العلم النيجيري في 1 أكتوبر يوم استقلال نيجيريا.

## روابط خارجية
مقالات تستعمل روابط فنية بلا صلة مع ويكي بيانات